# Гиренко, Владимир Николаевич
Владимир Николаевич Гиренко (30 января 1939 — 3 января 2020) — советский и российский производственный деятель в системе чёрной металлургии. Полный кавалер ордена Трудовой Славы (1975, 1981, 1989). Почётный гражданин Магнитогорска (2002).

## Биография
Родился 30 января 1939 года в Магнитогорске, Челябинской области.
С 1955 года работал автослесарем и водителем на Магнитогорском участке «Главвторчермета». С 1957 — машинист Рудообогатительной фабрики Магнитогорского металлургического комбината. После службы в Советской армии работал посадчиком металла листопрокатного цеха № 4 ММК.
С 1968 года после окончания Магнитогорского индустриального техникума работал оператором главного поста стана «2500» горячей прокатки, с 1975 года — сменным мастером, с 1983 года — начальником стана. 21 апреля 1974 и 2 марта 1981 года «За трудовые отличия» был награждён Орденом Трудовой Славы 3-й и 2-й степени.
С 1986 года назначен начальником листопрокатного цеха № 4 ММК, при участии В. Н. Гиренко в цехе были внедрены системы по совершенствованию технологии нагрева металла, прокатки и смотки стальной полосы, проведена реконструкция оборудования. 23 января 1989 года «За выдающиеся достижения в производстве горячекатаного листа в условиях технического перевооружения и реконструкции листопрокатного цеха» Указом Президиума Верховного Совета СССР Владимир Николаевич Гиренко был награждён Орденом Трудовой Славы 1-й степени.
Умер 3 января 2020 года в Магнитогорске. Похоронен на Левобережном кладбище Магнитогорска.

## Награды
- Орден Трудовой Славы I степени (1975)
- Орден Трудовой Славы II степени (1981)
- Орден Трудовой Славы III степени (1989)